# Clinotanypus quadriannulatus
Clinotanypus quadriannulatus är en tvåvingeart som beskrevs av Maurice Emile Marie Goetghebuer 1933. Clinotanypus quadriannulatus ingår i släktet Clinotanypus och familjen fjädermyggor. Inga underarter finns listade i Catalogue of Life.